# Oligotrophus quadrilobatus
Oligotrophus quadrilobatus är en tvåvingeart som först beskrevs av Jean-Jacques Kieffer 1909.  Oligotrophus quadrilobatus ingår i släktet Oligotrophus och familjen gallmyggor. Inga underarter finns listade i Catalogue of Life.